# Tangara vassorii
A Tangara vassorii  a madarak osztályának verébalakúak (Passeriformes) rendjébe és a tangarafélék (Thraupidae) családjába tartozó  faj.

## Rendszerezése
A fajt Auguste Boissonneau francia ornitológus írta le 1840-ben, a Tanagra nembe Tanagra (Euphone?) Vassorii néven.

## Alfajai
- Tangara vassorii atrocoerulea (Tschudi, 1844)
- Tangara vassorii branickii (Taczanowski, 1882)
- Tangara vassorii vassorii (Boissonneau, 1840)[2]

## Előfordulása
Dél-Amerikában, az Andokban, Bolívia, Kolumbia, Ecuador, Peru és Venezuela területén honos. Természetes élőhelyei a szubtrópusi és trópusi hegyi esőerdők. Állandó, nem vonuló faj.

## Megjelenése
Testhossza 13 centiméter, testtömege 15–21 gramm. Tollazata kék és fekete színű.
|  |

## Életmódja
Gyümölcsökkel és rovarokkal táplálkozik.

## Természetvédelmi helyzete
Az elterjedési területe nagy, egyedszáma viszont csökkenő, de még nem éri el a kritikus szintet. A Természetvédelmi Világszövetség Vörös listáján nem fenyegetett fajként szerepel.